# Utrjeno mesto Carcassonne
Utrjeno mesto Carcassonne (francosko Cité de Carcassonne; okcitansko Ciutat de Carcassona [siwˈtad de kaɾkaˈsunɔ]) je srednjeveška citadela v francoskem mestu Carcassonne, v departmaju Aude, regija Oksitanija. Stoji se na vzpetini na desnem bregu reke Aude, na jugovzhodnem delu mesta.

## Zgodovina
Citadela, ki je bila ustanovljena v času galsko-rimskega obdobja, pridobiva na ugledu iz 3-kilometrske dolgega dvojnega obzidja, ki ma 52 stolpov . Mesto ima približno 2500 let zgodovine in so ga v različnih obdobjih zasedali Rimljani, Vizigoti, Saraceni in križarji. Na začetku svoje zgodovine je šlo za galsko naselje, nato pa so se v 3. stoletju Rimljani odločili, da ga spremenijo v utrjeno mesto . Rimski obrambni sistem je bil vzpostavljen do leta 333 n. št., ko je mesto opisano kot castellum. Prvotno obzidje je bilo podprto s 34 do 40 stolpi, razmaknjenimi od 18 do 30 metrov vzdolž kurtine. Vsak stolp je bil v tlorisu polkrožen in visok približno 14 metrov. V mesto je bilo možno vstopiti verjetno skozi 40 glavnih vhodov.
Galsko-rimsko obzidje so med zasedbo Vizigotov v 5. in 6. stoletju obnovili, vendar je prvotna zgradba ostala na mestu.
Bernard Aton IV. Trencavel, vikonte Albija, Nîmesa in Béziersa, je v mesto uvedel obdobje blaginje s številnimi gradbenimi projekti. V tem obdobju se je v Languedocu pojavila nova sekta, znana kot katari. Leta 1096 je vikont Trencavel odobril gradnjo  bazilike svetih Nazarija in Celsa z blagoslovom papeža Urbana II.. Državljani so leta 1107 zavrnili njegovo suverenost in pozvali Rajmonda Berengarja III., grofa Barcelone, da ga odstrani. Vendar Bernard Aton s pomočjo Touloškega grofa Bertranda ponovno prevzame nadzor nad Citejem. Leta 1120 je prišlo do drugega upora, vendar je Bernard Aton nekaj let pozneje znova vzpostavil red. Leta 1130 začne graditi palačo zase in obnavljati utrdbe. Carcassonne Cité je prvič obdan s popolno fotifikacijo.
V tem času ima mesto od 3 do 4 tisoč prebivalcev, vključno s prebivalci dveh naselij pod obzidjem Citéja: burg - trg Saint-Vincent na severu in trg Saint-Michel južno od Narbonskih vrat.
Leta 1208 papež Inocenc III. pozove severne barone, naj začnejo križarski pohod proti katarom. S tem se je začela albižanska križarska vojna. Toulouški grof, obtožen krivoverstva, in njegov glavni vazal, vicont Trencavela, sta glavni tarči tega napada. 1. avgusta 1209 so Cité oblegali križarji. Rajmond-Roger Trencavel se 15. avgusta hitro preda v zameno za življenje meščanov. Mesto okoli Citéja je uničeno, meščani pa izgnani. Vikont je umrl zaradi dizenterije v svojem dvorcu 10. novembra 1209.
Njegove posesti dobi Simon de Montfort, vodja križarjev. Ko je leta 1218 umrl pri obleganju Toulousa, njegov sin Amaury de Montfort prevzame Cité, vendar ga ne more vzdrževati. Prenesel ga je na kralja Ludvika VIII., vendar pa se proti temu uprejo Rajmond VII. Toulouški in grofje Foix. Leta 1224 Rajmond II. Trencavel prevzame Cité. Vendar pa Ludvik VIII. leta 1226 sproži še en križarski pohod in zmaga. Cite je od takrat naprej kraljeva posest. Prihaja obdobje groze s številnimi pokoli in inkvizicijo.
Po letu 1226 je bila zunaj rimskega obzidja dodana dodatna linija utrdb. Mesto je bilo leta 1247  dokončno priključeno k francoskemu kraljestvu in zagotovilo močno obrambo francoske meje med Francijo in Aragonsko krono. V tem obdobju je bilo notranje, rimsko obzidje v veliki meri porušeno in zamenjano, novo zunanje obzidje pa ojačano in razširjeno proti jugu. Novi stolpi, zgrajeni na tem delu, so bili v glavnem krožni, dva pa kvadratna. Pod vladanjem kralja Filipa IV. se je gradnja v začetku 14. stoletja nadaljevala .
Leta 1659 je po Pirenejski pogodbi provinca Roussillon postala del Francije in mesto je izgubilo svoj vojaški pomen . Utrdbe so bile opuščene in mesto je postalo eno gospodarskih središč Francije, osredotočalo se je na volneno tekstilno industrijo.
Leta 1849 je francoska vlada sklenila, da je treba mestne utrdbe porušiti. Domačini so tej odločitvi odločno nasprotovali. Jean-Pierre Cros-Mayrevieille in Prosper Mérimée, eminentni arheolog in zgodovinar, sta vodila akcijo za ohranitev trdnjave kot zgodovinskega spomenika. Pozneje je vlada razveljavila svojo odločitev in leta 1853 so se začela obnovitvena dela. Za obnovo trdnjave je bil zadolžen arhitekt Eugène Viollet-le-Duc . Delo Viollet-le-Duca je bilo v njegovem življenju kritizirano kot neprimerno podnebju in tradicijam v regiji. Po njegovi smrti leta 1879 je obnovitvena dela nadaljeval njegov učenec Paul Boeswillwald, kasneje pa arhitekt Nodet .
Citadela je bila obnovljena konec 19. stoletja. Leta 1997 je bila uvrščena na Unescov seznam svetovne dediščine. 
Slika zgodovinskega mesta Carcassonne se pojavi na emblemu lokalne ekipe ragbi lige AS Carcassonne.

## Podrobno o konstrukciji obzidja
Obzidje Citéja izvira iz več gradbenih obdobij. Najstarejši deli so bili zgrajeni v obdobju Vizigotov. Prepoznamo jih lahko po plasteh majhnih kamnov v obliki kock, ki jih prekinjajo plasti opeke - in po ozkosti stolpov, ki pa so že opremljeni s pravilnimi okni. Zlasti grad je bil zgrajen v 12. stoletju. Zunanji obroč s svojimi gladkimi klesanci izhaja iz sredine 13. stoletja.
Konec 13. stoletja so postavili nekatere stolpe in dele notranjega obzidja, ki so jih nato obnovili in dogradili. Klesanci iz tega obdobja so večinoma umetniško izklesani. Stolpi imajo več nadstropij in so opremljeni s strelnicami. Gradbeni material za dva koncentrična utrjena pasova so pripeljali iz okoliških kamnolomov: trdi peščenjak, ki ga je težko pridobiti in obdelovati, ki pa je skozi stoletja začel, pod vplivom silovitih neviht na jugozahodu, erodirati.
Notranjost obzidja je sestavljena iz prodnikov, drobljenca in peska, povezanih z apnom, ki služi tudi kot malta. Narava zidave se razlikuje glede na posamezne dobe gradnje.
Zunanje obzidje, dolgo 1,5 kilometra, je bilo zgrajeno kmalu po letu 1230 v 15 letih, zato ima enoten videz. Zgodovina gradnje 1,3 km dolgega notranjega obzidja je veliko bolj zapletena, zidava je vse prej kot enotna. V tistem času je mesto že imelo približno 1000 let staro mestno obzidje iz galsko-rimskih časov, ki ni bilo več posodobljeno. Danes tvori okostje notranjega pasu in ga pogosto vidimo v spodnjem delu današnjega obzidja.
Območje med obema obzidjema, kot vedno v takih primerih, imenujemo cvinger. Cvinger je napadalca zadrževal na območju, do katerega bi dejansko lahko dosegli projektili mestne obrambe. Obzidje naj bi bilo čim višje, ker do 14. stoletja še niso streljali nazaj. V času miru so takšen cvinger uporabljali za viteške bojne igre in festivale. Včasih so stare dele zidov med terasiranjem podpirali z novimi temelji, tako da se pojavi čudna slika, da je starejši del višji od poznejšega.
jarek okoli obzidja ni bil napolnjen z vodo, vendar je imel funkcijo preprečevanja uporabe večjih oblegovalnih naprav, ki so morale biti usmerjene ob obzidje pod pravim kotom v smeri cvingerja in zato do nje niso imele zadostnega dostopa. Utrdba mesta z dvojnim obročem zidov je takrat ustrezala novi obrambni taktiki, ki je bila zasnovana v času kralja Filipa Avgusta (1180–1223) okoli leta 1200. Njihovo načelo je bilo: obramba mora biti aktivna, napadalcu mora omogočiti velike izgube. Na bojišču je bilo zato postavljenih več kot tisoč lokostrelcev, stolpi pa so obdajali celotno obzidje, ne da bi pustili slepo mesto.
Iz mesta se je bilo mogoče preseliti v cvinger med obema stenama, ne da bi se izpostavljali množici beračev. To je omogočilo izsleditev prvih napadalcev, ki bi morali doseči to točko, posamično ali v manjših skupinah. S to taktiko bi se lahko uspešno uprli silam obleganja.
Številni stolpi zunanje linije so tako imenovani polstolpi, so odprte z zadnje strani, tako da ko sovražnik premaga prvo obzidje, ta ne bi mogel najti zatočišča. Še vedno bi ga lahko napadli z notranjega obzidja - na primer lokostrelci. Vendar učinkovitost te obrambe ni bila nikoli zares preizkušena.

## Legendarni izvor imena
Gospa Carcas je legendarni lik mesta Carcassonne. Po legendi je bila žena Ballaka, muslimanskega princa iz Carcassonna, ki je bil ubit v akciji proti Karlu Velikem. Slednja je po smrti moža domnevno prevzela obrambo mesta pred frankovsko vojsko in jo odvrnila. Princesa Carcas je najprej uporabila trik, izdelan iz lažnih vojakov, ki jih je postavila v vsak stolp mesta. Obleganje je trajalo 5 let.
Hrana in voda sta do začetka šestega leta postajala vse bolj redki. Gospa Carcas je želela narediti popis vseh preostalih rezerv. Mesto je bilo saracensko, del prebivalstva, ki so bili muslimani, pa ne porabijo svinjine. Vaščani so ji prinesli prašiča in vrečo pšenice. Nato je imela idejo, da bi prašiča nahranila z vrečo pšenice in ga nato vrgla z najvišjega stolpa mesta ob vznožju zunanjih branikov.
Karel Veliki in njegovi ljudje, ki so verjeli, da je mesto še vedno preplavljeno z vojaki in hrano, da so zapravili prašiča, hranjenega s pšenico, so opustili obleganje. Ko je videla, kako je vojska zapustila ravnico pred mestom, se je gospa Carcas ob zmagi tako razveselila, da se odločila za zvonjenje vseh mestnih zvonov. Eden od mož Karla Velikega je nato zavpil: Carcas zvoni!, v francoščini Carcas Sonne in tako ustvaril ime mesta.